# フュルト郡
フュルト郡 (ドイツ語: Landkreis Fürth) は、ドイツ連邦共和国バイエルン州ミッテルフランケン行政管区に属す郡である。本郡はフュルト市およびニュルンベルク市の西に位置しており、ニュルンベルク大都市圏を構成する一部となっている。

## 地理

フュルト郡地図

### 位置
フュルト郡には、ツィルンドルフ市、シュタイン市、オーバーアスバッハ市が含まれるが、フュルト市やニュルンベルク市は本郡に含まれない。郡の西部は、農業が盛んな西部ミッテルフランケンに至る。フュルト郡は、バイエルン州で最も面積の小さな郡である。地形上は南西ドイツ・シュトゥーフェンラントの特徴を有する。砂岩コイパーの高台は、ビベルト川、ツェン川や小さな川によって幅の広い谷に削り取られている。埋蔵量の豊かなレールベルク層（粘土層）により、郡北部、特にランゲンツェンでは、レンガ産業が発展した。

### 隣接する地域
フュルト郡は北から時計回りに、エアランゲン＝ヘーヒシュタット郡、郡独立市エアランゲン、フュルト、ニュルンベルク、ロート郡、アンスバッハ郡、ノイシュタット・アン・デア・アイシュ＝バート・ヴィンツハイム郡と境を接している。

## 歴史

### 1862年まで
現在のフュルト郡の郡域は、1800年まではニュルンベルク城伯領、アンスバッハ侯領はじめ様々な領邦の支配下に属していた。この領域は1806年にバイエルン王国領となった。1808年にカードルツブルク地方裁判所管区が設けられ、当初はペグニッツ郡に、1810年からはレツァト郡に属した。フュルトは1809年には既に郡独立市となっていた。

### ベツィルクスアムト
1862年春、カードルツブルク地方裁判所、エアランゲン地方裁判所、ニュルンベルク地方裁判所管区の18町村からフュルト地方裁判所管区が新たに設けられた。この裁判所管区は同じ年に、カードルツブルク地方裁判所管区と統合され、ベツィルクスアムト・フュルトが成立した。フュルト市はこの新しいベツィルクの本部所在地となったが、引き続き郡独立市の地位を堅持した。
1900年1月1日にベツィルクスアムト・フュルトからポッペンロイトがフュルト市に移管された。1901年1月1日はダムバッハもフュルト市に編入された。ウンターファルンバッハも1918年1月1日にこれに続いた。
1923年11月1日、シュネプフェンロイトがニュルンベルク市に併合された。1923年12月3日にブルクファルンバッハがフュルトに、1924年5月1日にブーフがニュルンベルクに移管された。
1927年7月1日にロンホーフがフュルトへ移譲された。1928年4月1日にヘフレスが、1930年1月1日にクラフツホーフがニュルンベルク市に編入された。
1931年10月1日に、ベツィルクスアムト・ヘーヒシュタット・アン・デア・アイシュからプッシェンドルフがベツィルクスアムト・フュルトに移管された。

### ラントクライス（郡）
1939年1月1日、ドイツ国全域で「ラントクライス」（郡）という名称を用いることとなった。これにより、ベツィルクスアムト・フュルトからランロクライス・フュルト（フュルト郡）へ改名が行われた。
1972年1月1日にノイシュタット・アン・デア・アイシュ郡のキルヒフェムバッハがフュルト郡に移管され、ランゲンツェン市に編入された。
1972年7月1日に施行された地域再編により本郡は、大きく影響を受けた。ボックスドルフ、グロースグリュントラハ、ノインホーフがニュルンベルク市へ、ザック、シュターデルン、ファッハがフュルト市に移管された。この郡はバイエルン州で最も面積の小さな郡であったため、残った郡域を隣接するアンスバッハ郡、ノイシュタット・アン・デア・アイシュ郡およびニュルンベルク市に分割する案が検討されたが、この案は却下された。農業の盛んな、経済的に強い北部の自治体を失った代償として、フュルト郡は、旧ニュルンベルク郡からシュタイン市を、ノイシュタット・アン・デア・アイシュ郡からカッターバッハおよびヴィルヘルムスドルフを獲得した。
2003年春、フュルト郡の郡庁所在地がフュルトからツィルンドルフに変更され、この街に新たな郡庁舎が建設された。これ以後、郡行政は郡域内で行われている。

## 住民

### 人口推移
1988年から2008年までにフュルト郡の人口は約 18,600人、約 19 % 増加した。近年増加の度合いは縮小している。
以下の表は、1987年5月25日現在の市域における人口推移である。
| 人口推移 | 人口推移 | 人口推移 | 人口推移 | 人口推移 | 人口推移 | 人口推移 | 人口推移 | 人口推移 | 人口推移 | 人口推移 | 人口推移 | 人口推移 | 人口推移 | 人口推移 |
| -------- | -------- | -------- | -------- | -------- | -------- | -------- | -------- | -------- | -------- | -------- | -------- | -------- | -------- | -------- |
| 年       | 1840     | 1900     | 1939     | 1950     | 1961     | 1970     | 1987     | 1991     | 1995     | 2000     | 2005     | 2010     | 2015     |          |
| 人口     | 19,025   | 24,701   | 36,705   | 54,850   | 62,105   | 75,261   | 93,861   | 100,562  | 110,176  | 112,896  | 114,024  | 114,810  | 114,291  |          |

## 行政

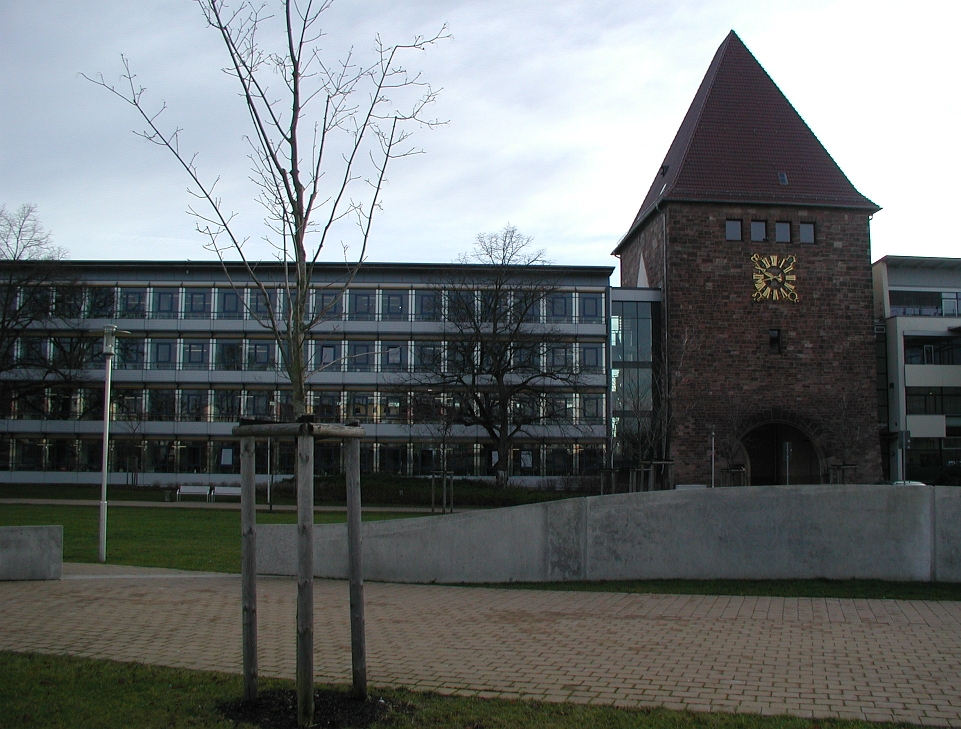
フュルト郡役場

### 郡長
- 1945年 - 1958年: フリードリヒ・ヘルントライン
- 1958年 - 1972年: ハインリヒ・レフラー (SPD)
- 1972年 - 1990年: ディートリヒ・ゾンマーシュー (SPD)
- 1990年 - 2008年: ガブリエレ・パルリ（当初は CSU、2007年11月21日以降は無所属）
- 2008年 - : マティアス・ディースル (CSU)

### 郡議会
|            | CSU | SPD | FDP | FW | GRÜNE | AfD | 左翼党 | ÖDP | 計     |
| 1996年     | 27  | 21  | 3a  | 4b | 5     | -   | -      | -   | 60議席 |
| 2002年     | 28  | 21  | 3   | 4  | 4     | -   | -      | -   | 60議席 |
| 2008年     | 26  | 19  | 3   | 7  | 5     | -   | -      | -   | 60議席 |
| 2014年3月c | 26  | 17  | 2   | 8  | 7     | -   | -      | -   | 60議席 |
| 2014年11月 | 25  | 17  | 2   | 9  | 7     | -   | -      | -   | 60議席 |
| 2020年     | 23  | 10  | 2   | 7  | 11    | 4   | 2      | 1   | 60議席 |

a FDP/FW として
b PWG (Parteilose Wählergemeinschaft) として
c この選挙は2015年7月24日に無効となった（以下に詳述）
2014年3月16日の選挙は、2人の首長が自らの自治体からの立候補者を引き立てる内容の記事を自治体の広報に掲載したため、ミッテルフランケン行政府から無効を宣言された。やり直し選挙は2014年11月16日に行われたが、投票率は 53.4 % から 29.0 % にまで下落した。

### 紋章
図柄: 基部に短い赤い三角図形。その中に真っ直ぐに立つ金の穂、それに被せて、紋章の下縁から銀の歯車の上半分が見えている。三角図形の上は左右二分割（パーティ・パー・パイル・リバースト）。向かって左は銀地で、金の嘴と爪を持つ赤い鷲の半身。翼の幹は金のクローバー模様。向かって右は5回入れ替わる赤と白の斜めの縞模様。
解説: 赤い鷲はアンスバッハ侯領のシンボル、赤と銀の配色はニュルンベルク城伯を、穂と歯車は農業と工業を表している。

### ロゴ
3本の青いストライプに接した、白から緑に変わってゆく彩色がなされた輪を描いた古いロゴは、約15年間使用された後、2009年に新しいバージョンに置き換えられた。新しいロゴには、郡の紋章で用いられている銀、黒、赤が採用されている。円は、黒い影がつけられた銀の三次元リングに置き換えられ、3本の赤いストライプがこれに接している。古いロゴとは異なり、これらは同じ長さではなく、一面ではニュルンベルク、フュルト、エアランゲンの3都市を象徴し、同時にFの字を形成してもいる。新たに追加された文言「LeistungsFähig.LebensFroh.」（直訳: 高い成果、楽しい生活）では、郡の名称のイニシャルである L と F が繰り返されている。

### 姉妹地域
フュルト郡は、1972年に旧ドイツ領ズデーテン地方のハイダ市、ベーミシュ・ライパ郡、ベーミシュ・ライパ市、ダウバ郡、ダウバ市から追放された人々に対する援助・協力関係を受け容れた。

## 経済と社会資本

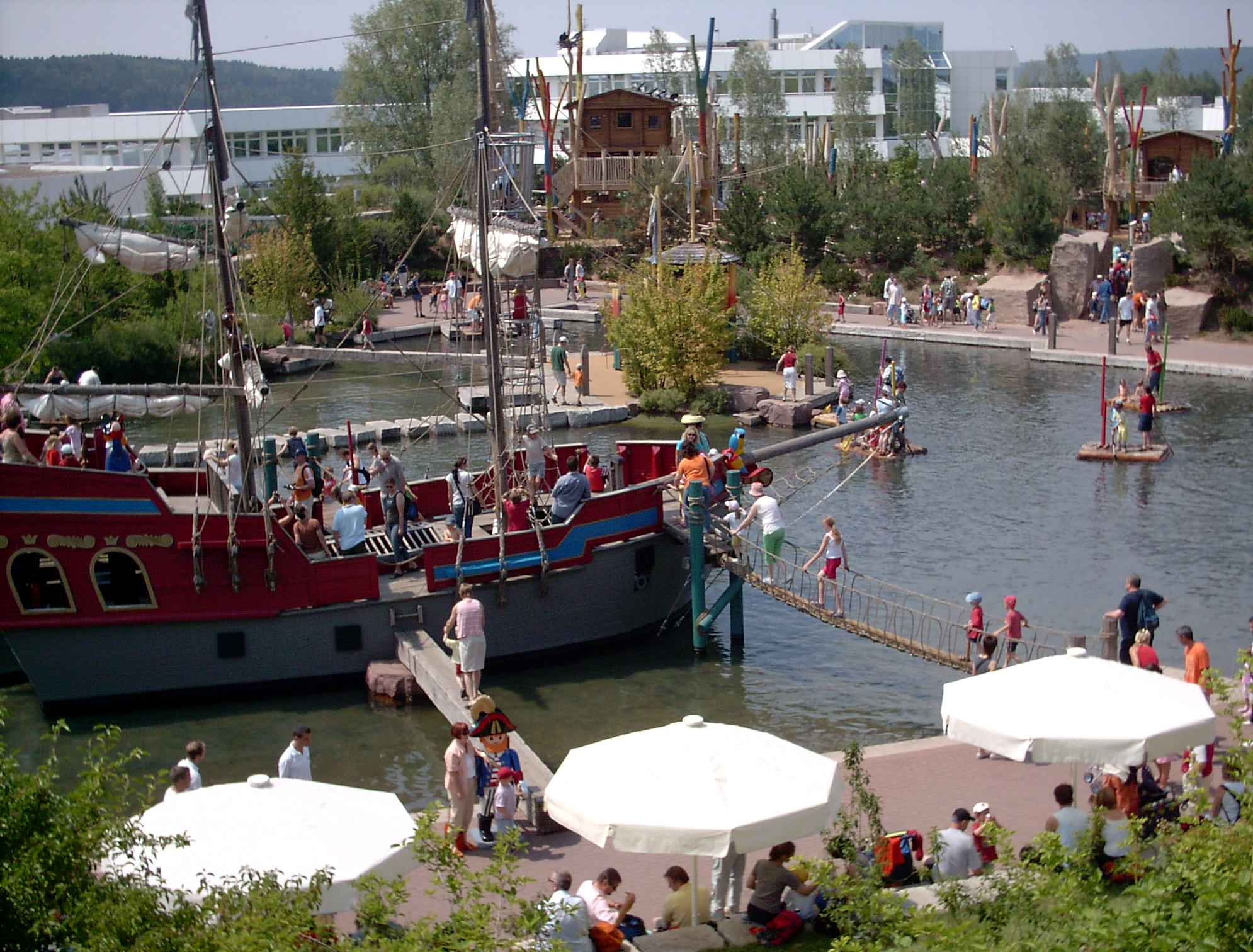
プレイモービル＝ファンパーク

フュルト郡は、農業が盛んである。郡内に本社を置く有名な企業には、ツィルンドルフにあるプレイモービルの製造業者ゲオブラ・ブランドシュテッターおよびメッツ＝ヴェルケ、シュタインにあるファーバーカステル、カードルツブルクにあるカドルト社が挙げられる。ランゲンツェンには現在もレンガ工場がある。2000年、ツィルンドルフのライヒェンドルフ市区に最初のプレイモービル・ファンパークがオープンした。

### 道路交通
郡内にアウトバーンは通っていない。郡の北部を連邦道 B8号線（ニュルンベルク - ヴュルツブルク）が通っており、フュルト市との郡境付近レンゲンツェン近くまではアウトバーン風に拡張されている。いわゆる南西バイパスは、元々アウトバーン A752号線として計画された。郡南部では、シュタインからブーフシュヴァーバッハまで連邦道 B14号線（プルゼニ - ニュルンベルク - シュトゥットガルト）が通っている。

### 車両ナンバー
本郡は、1956年7月1日から現行の車両ナンバープレート記号 FÜ を採用した。このナンバープレートは現在も有効である。

### 公共近郊交通
1844年に建設されたルートヴィヒ南北線がフュルト郡内初の鉄道であった。1865年にフュルトからヴュルツブルクに向かう路線が分岐した。1875年から郡の南部をニュルンベルク - クライルスハイム線が運行している。その後周辺地域は3本のローカル鉄道によって開発された:
王立バイエルン邦有鉄道は、1827年にジーゲルスドルフからランゲンツェンへのツェングルント鉄道が開通し、1895年にヴィルヘルムスドルフへ、1902年にはさらにマルクト・エルルバッハまで運行した。1890年/92年にミュンヘン・ローカル鉄道株式会社がフュルトからツィルンドルフを経由してカードルツブルクへ行くランガウバーン（地元ではモゲルラと呼ばれた）を開通させた。
1914年にバイエルン邦有鉄道のローカル路線が加わった。このビーベルト鉄道はニュルンベルク＝シュタインでアンスバッハ本線から分岐し、フュルト南やツィルンドルフ＝アルテンベルクを経由してウンテルンビベルト＝リュクラント方面に向かう路線であった。この路線の旅客運行は、1971年にグロースハーバースドルフ以降が、1986年には全線が廃止となった。これにより鉄道網は 87 km から 69 km と、約1/4が失われた。
これ以後、ビーベルトタールではフランケン乗合バス交通 (OVF) のバス路線が運行している。ライヒェンドルとシュタインとの間の線路の将来は未定である。1990年代にはこの鉄道路線跡をランガウ鉄道に接続するための様々な案が検討された。こうした案は、経済的理由、ニュルンベルクU-バーン建設計画、郡の政治的な抵抗により挫折した。ニュルンベルクU-バーン U3線が郡内に延長される代わりに、あるいは延長されるまでの間、この路線が再開される必要がある。このためビーベルト鉄道利益共同体が結成された。
郡の残りの部分は、バス路線で、夜間や週末にはデマンド型交通で結ばれている。土日祝日や飛び石連休の中日の夜には、フュルト市庁舎、ニュルンベルク中央駅、その他の郡内市町村を結ぶ「ナイト＝ライナー」と呼ばれる夜行バスが1時間間隔で運行される。ニュルンベルク広域交通連盟 (VGN) の発足以後、公共近郊交通機関に必要なのは乗車券だけである。
ニュルンベルクUバーン（U2号線をシュタインへ、あるいは U3号線をオーバーアスバッハへ）やシュタット＝ウムラント＝バーン・エアランゲンを延伸する様々な計画が提案されているが、2018年現在、具体的な計画は策定されていない。

## 文化と見所

### シュタインクロイツ
郡内には数多くのシュタインクロイツ（石製の十字架）があり、建造文化財に指定されているものも多い。

### 保護区
フュルト郡内およびフュルト市内には、自然保護区 2か所、景観保護区 4か所、FFH-地区 5か所、指定ジオトープ 3か所がある（2016年3月現在）。

## 市町村
フュルト郡は14市町村からなる。このうち市は4つである。
| 市 1. ランゲンツェン (Langenzenn 10,924) 2. オーバーアスバッハ (Oberasbach 17,807) 3. シュタイン (Stein 14,851) 4. ツィルンドルフ (Zirndorf 26,257) 市場町 1. アンメルンドルフ (Ammerndorf 2,043) 2. カードルツブルク (Cadolzburg 11,312) 3. ロスタール (Roßtal 9,963) 4. ヴィルヘルムスドルフ (Wilhermsdorf 5,489) | 町村 1. グロースハーバースドルフ (Großhabersdorf 4,418) 2. オーバーミヒェルバッハ (Obermichelbach 3,249) 3. プッシェンドルフ (Puschendorf 2,277) 4. ゾイケンドルフ (Seukendorf 3,178) 5. トゥーヒェンバッハ (Tuchenbach 1,391) 6. ファイツブロン (Veitsbronn 6,667) |

行政共同体
1. オーバーミヒェルバッハ＝トゥーヒェンバッハ行政共同体 - オーバーミヒェルバッハ、トゥーヒェンバッハ
2. ファイツブロン行政共同体 - ゾイケンドルフ、ファイツブロン

## 参考図書
- August Gebeßler (1963). Stadt und Landkreis Fürth. Bayerische Kunstdenkmale. 18. München: Deutscher Kunstverlag
- Hanns Hubert Hofmann (1954). Franken Reihe I Heft 4: Nürnberg-Fürth. Historischer Atlas von Bayern. München: Komm. für Bayerische Landesgeschichte 2019年12月25日閲覧。
- Wolfgang Wiessner (1963). Stadt und Landkreis Fürth. Historisches Ortsnamenbuch von Bayern. 1. München: Kommission für Bayerische Landesgeschichte

これらの文献は、翻訳元であるドイツ語版の参考文献として挙げられていたものであり、日本語版作成に際し直接参照してはおりません。